# Кувалдин, Юрий Александрович
Ю́рий Алекса́ндрович Кува́лдин (19 ноября 1946, Москва — 22 сентября 2023) — русский писатель и литературный критик, публицист, издатель, журналист.

## Биография
Родился 19 ноября 1946 года в Москве, на улице 25-го Октября (ныне и прежде — Никольской) в доме № 17 (бывшем «Славянском базаре»). Учился в школе, в здании которой до революции помещалась Славяно-греко-латинская академия, где учились Ломоносов, Тредиаковский, Кантемир. Работал фрезеровщиком, шофёром такси, ассистентом телеоператора, младшим научным сотрудником, корреспондентом газет и журналов. Прошёл срочную службу в советской армии в течение трёх лет (ВВС). Окончил филологический факультет МГПИ им. В. И. Ленина. В начале 60-х годов вместе с Александром Чутко занимался в театральной студии при Московском Экспериментальном Театре, основанном Владимиром Высоцким и Геннадием Яловичем и существовавшем до окончания «хрущёвской оттепели».
Умер 22 сентября 2023 года у себя дома; сын обнаружил его спустя три дня. Прощание прошло 29 сентября в Малом зале ЦДЛ. Похоронен на Борисовском кладбище.

## Деятельность

### Литературная деятельность
Основатель и главный редактор (1999) собственного журнала «Наша улица» 
На бумаге выпущено без пропусков 100 номеров (с 1999 по 2008) — в РГБ
далее без пропусков ежемесячно издаётся в электронном виде
Печатался в журналах:

| - «Наша улица» - «Новая Россия» - «Время и мы» | - «Стрелец» - «Грани» - «Юность» | - «Знамя» - «Литературная учёба» - «Континент» | - «Новый мир» - «Дружба народов» - и др. |

Выступал со статьями, очерками, эссе, репортажами, интервью в газетах:

| - «День литературы» - «Московский комсомолец» - «Вечерняя Москва» - «Ленинское знамя» - «Социалистическая индустрия» | - «Литературная Россия» - «Невское время» - «Слово» - «Российские вести» - «Вечерний клуб» | - «Литературная газета» - «Московские новости» - «Гудок» - «Сегодня» - «Книжное обозрение» | - «Независимая газета» - «Ex Libris» - «Труд» - «Московская правда» - и др. |

Из рецензии Фазиля Искандера на книгу Юрия Кувалдина «Улица Мандельштама»:
«Книга Юрия Кувалдина „Улица Мандельштама“ (сборник повестей) — именно книга в самом точном смысле этого слова. При внешне разнообразном материале её мы всё время чувствуем её внутреннее единство. Единство её в том, что в мире мыслей автор чувствует себя как дома и хочет, чтобы и мы здесь чувствовали себя так же, однако и не слишком при этом распускали пояса, да и автор сам при должном гостеприимстве достаточно подтянут.

Одним словом, это настоящая интеллектуальная, а точнее сказать, интеллигентная проза. Кувалдин не поддаётся ни волнам скороспелых и скоропреходящих литературных веяний, ни суете „проходных“ рассуждений о „положительном герое“. Этим в немалой мере объясняется то доверие, которое при чтении испытываешь к его повестям, ибо в работе каждого настоящего писателя важна не только сама система его нравственных, философских, эстетических ценностей, но и последовательность, упорство, страсть в их отстаивании.

У Кувалдина нет интереса к людям лёгкой судьбы. Он любит вглядываться в „сложных“ героев, говорит о них правду, в большинстве своём тяжёлую и печальную, почерпнутую из самой жизни, где положительное и отрицательное ходят рука об руку. Своими повестями Юрий Кувалдин не только сообщает новое, — он, сам творя, узнает нечто новое и неожиданное для себя, и стиль его всегда несет отпечаток этого волнения первооткрывателя»
Евгений Рейн писал о нём на страницах журнал «Наша улица» :
"Конечно же, Юрий Кувалдин человек особый, исключительный. И вот что надо отметить, говоря о нём и о его деятельности. Это — чрезвычайно редкий случай в литературе. Все мы, творческие, пишущие люди, — эгоисты. Мы все, в общем-то, думаем о себе, и редко когда находим силы на помощь нашим товарищам, на участие в их судьбах. Юрий Кувалдин в этом смысле какое-то замечательное исключение. Кроме того, что он сам, на мой взгляд, очень одарённый прозаик, я многие его произведения читал и высоко их ценю… но он ещё и главный редактор журнала «Наша улица» и издатель. И я хотел бы отметить, что он огромное количество сил и внимания уделял и уделяет своим издательским делам, и журнальным, и книжным. Вот его журнал «Наша улица» и издательство «Книжный сад».

### Издательская деятельность
- Основатель и главный редактор ежемесячного журнала современной русской литературы «Наша улица» (1999)[4].
- Первый в СССР (1988) частный издатель. Книги, изданные Юрием Кувалдиным с 1988 по настоящее время (2017)
- Основатель и директор издательства «Книжный сад». Им издано более 100 книг общим тиражом более 15 млн экз. Среди них книги:

| - Евгения Бачурина - Фазиля Искандера - Евгения Блажеевского - Кирилла Ковальджи - Льва Копелева - Семёна Липкина | - А. и Б. Стругацких - Юрия Нагибина - Вл. Новикова - Льва Разгона - Ирины Роднянской - Александра Тимофеевского | - Л.Лазарева - Льва Аннинского - Ст. Рассадина - Нины Красновой - Михаила Бутова - и др. |

### Общественная деятельность
- Член Союза писателей Москвы и Союза журналистов Москвы.
- Телевизионный фильм «Юрий Кувалдин. Жизнь в тексте»[5].
- Юрий Кувалдин отрицает авторство[в чём?] М. А. Шолохова, утверждая, что Шолохов был неграмотным[6].

### Телефильмы Юрия Кувалдина и о Юрии Кувалдине
- «Явь»
- «Навсегда сохранить»
- «Волнение»
- «Вода»
- «Задумчивая грусть»
- «Струна строки»
- «Не забывай»
- «Здесь»
- «Капля жизни в чаше вечности» (Фазиль Искандер)

## Семья
- Жена: Анна Ильницкая — директор издательства МХТ им. А. П. Чехова[7].
  - Сын: Александр Трифонов — российский художник[8].
  - Пасынок: Михаил Бутов — российский писатель, лауреат российской Букеровской премии 1999 года.